# Interpedia
Interpedia  è stato uno dei primi progetti di enciclopedia di pubblico dominio su Internet; era stata concepita in modo da consentire a chiunque di contribuire scrivendo voci in inglese e inviandole al catalogo centrale di tutte le pagine di Interpedia stessa.

## Storia
Interpedia fu avviata da Rick Gates, che il 25 ottobre 1993 pubblicò un messaggio intitolato "The Internet Encyclopedia" (l'Enciclopedia Internet) sul Listserv di PACS-L (Public-Access Computer Systems Forum) e sul newsgroup alt.internet.services. Il messaggio conteneva le seguenti riflessioni:
Più ci penso, più mi rendo conto che una simile risorsa, contenente un sapere genericamente enciclopedico per il laico, sarebbe uno strumento importante per alcuni tipi di ricerca e per la Net.Citizenry in genere.
Ah... a proposito dei contributori... dove trovare autori per scrivere le brevi voci che servono? Beh, per prima cosa si dovrebbe trovare qualche forma di comunicazione con una gamma molto diversificata di persone... chiunque dai linguisti ai biologi molecolari, dagli attivisti per i diritti degli animali agli zimurgisti, e dai geografi ai cromatografisti. Sai una cosa? :-) La Rete offre proprio opzioni del genere! Così ci ho pensato sopra un altro po'...
... e sono giunto alla conclusione che questa è una buona idea!
Michael Hart osservò che l'idea di una enciclopedia online era vecchia quanto la Rete, o almeno circolava a partire dal 1969-1971.
Nel novembre 1993 la discussione fu spostata in una mailing list dedicata, in seguito corroborata dal newsgroup comp.infosystems.interpedia.
Ci fu qualche disaccordo sul formato delle pagine, se cioè dovessero essere in HTML, testo puro o se tutti i formati dovessero essere permessi (come per esempio con il protocollo Gopher).
Inoltre, si ipotizzò che alcune agenzie indipendenti avrebbero dovuto valutare le voci di Interpedia sulla base di criteri di loro preferenza e rilasciare eventualmente un autonomo "Seal-of-approval" (SOAP - bollino di approvazione); gli utenti avrebbero quindi potuto decidere quali suggerimenti di quali agenzie seguire.
Del progetto si discusse per circa 6 mesi, ma non lasciò mai lo stadio embrionale e alla fine fu abbandonato mentre il World Wide Web cresceva a ritmi vorticosi.